# Doria Tillier
Doria Tillier (* 27. března 1986 Paříž, Francie) je francouzská herečka a scenáristka.

## Životopis
Narodila se do rodiny matematika a restaurátorky. Chodila na gymnázium Condorcet v Paříži. Po maturitě pracovala jako servírka ve čtvrti Vivienne. V letech 2008 až 2010 se vzdělávala v „laboratoři herců“, kterou vedla Hélène Zidi-Chéruy. V té době hrála v krátkých filmech a objevovala se v reklamách. V roce 2008 se objevila v malé roli v thrilleru Bloody Flowers režiséra Richarda J. Thomsona. O rok později si zahrála v seriálu Action spéciale douanes.
Na začátku roku 2017 ztvárnila jednu z hlavních rolí ve filmu Pan a paní Adelmanovi. Kromě hraní se také podílela na scénáři s Nicolasem Bedosem, který film také režíroval. V roce 2019 natočila film Tenkrát podruhé, který opět režíroval Bedos.

## Osobní život

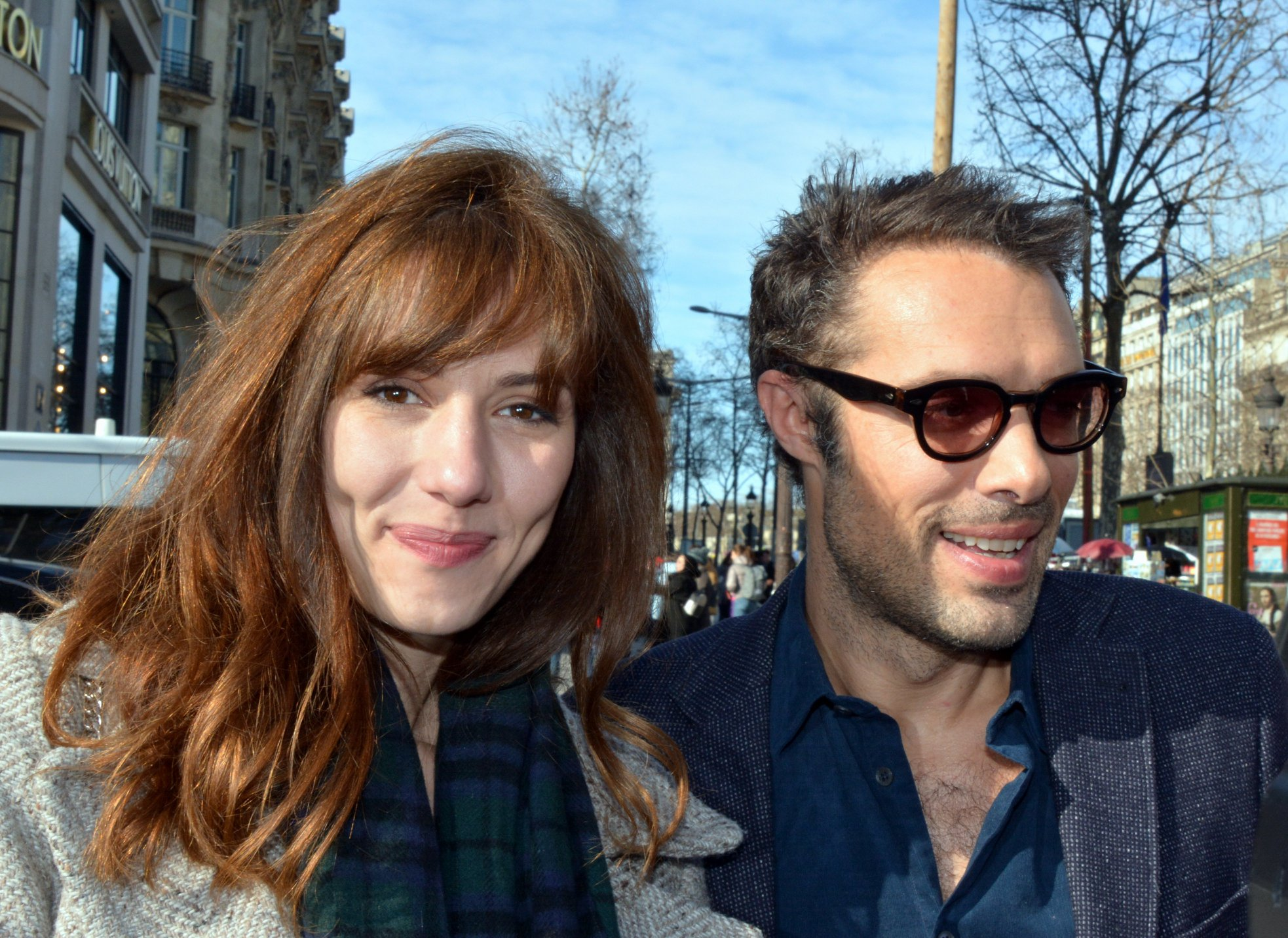
Doria Tiller se svým tehdejším přítelem Nicolasem Bedosem v roce 2018

V červnu 2015 bylo oznámeno, že chodí s režisérem Nicolasem Bedosem. Bedos v listopadu 2019 oznámil, že se rozešli.

## Filmografie
| Rok  | Název                   | Režisér                        | Role         |
| ---- | ----------------------- | ------------------------------ | ------------ |
| 2008 | Bloody Flowers          | Richard J. Thomson             | lékařka      |
| 2009 | Action spéciale douanes | Patrick Jamain                 | Lisa Schmidt |
| 2013 | Le Débarquement 2       | Renaud Le Van Kim              |              |
| 2017 | Pan a paní Adelmanovi   | Nicolas Bedos                  | Sarah        |
| 2018 | Nemáme co skrývat       | Fred Cavayé                    | Léa          |
| 2019 | Tenkrát podruhé         | Nicolas Bedos                  | Margot       |
| 2019 | Za všechno může Yves    | Benoît Forgeard                | So           |
| 2020 | La Flamme (seriál)      | Jonathan Cohen a Jérémie Galan | Valérie      |
| 2021 | Viens je t'emmène       | Alain Guiraudie                |              |
| 2021 | Présidents              | Anne Fontaine                  | Nathalie     |
| 2021 | Canailles               | Christophe Offenstein          | Lucie        |
| 2021 | L'Origine du mal        | Sébastien Marnier              |              |

## Ocenění a nominace
- Filmový festival v Cabourgu 2017: Zlatá labuť za průlomový ženský herecký výkon za film Pan a paní Adelmanovi
- Globe de cristal 2018: nominace v kategorii nejlepší herečka za film Pan a paní Adelmanovi
- César 2018: nominace na Césara pro nejlepší herečku za film Pan a paní Adelmanovi
- César 2020: nominace na Césara pro nejlepší herečku za film Tenkrát podruhé